# 16 Regiment Pieszy Były Skarbowy
16 Regiment Pieszy Były Skarbowy – oddział piechoty armii koronnej wojska I Rzeczypospolitej.

## Formowanie i zmiany organizacyjne
Od roku 1763 występował jako Chorągiew Grenadierów Skarbu Koronnego, od 1777 Korpus Milicji Skarbu Koronnego, następnie batalion pontonierów, a od 17 września 1789 jako batalion Skarbowy. W 1791 przekształcony w batalion pontonierów, by w 1794 przyjąć nazwę 16 Regimentu Pieszego.
Liczebność regimentu w 1792 roku wynosiła 349 osób, w marcu 1794 roku 208, w maju 864, a we wrześniu 1474 żołnierzy.

### Regiment w powstaniu kościuszkowskim
W kwietniu 1794 jednostka liczyła 208 żołnierzy.
5 maja batalion skarbowy został przemianowany na 16 regiment i formował się według etatu 100-tysięcznego. Do 30 maja przyjął 661 kantonistów i liczył w tym dniu 864 głowy. Brakowało 12 ludzi w sztabie niższym, 61 podoficerów, 6 felczerów, 1203 szeregowych i 23 cieśli. We wrześniu  regiment posiadał w szyku 1474 żołnierzy. Zorganizowana była w trzy bataliony,  utworzono 12 kompanii, po 4 kompanie w batalionie. Na uzbrojeniu regiment posiadał 1318 karabinów.
Żołnierze regimentu
Faktycznie szefem jednostki był pułkownik (od 7 czerwca gen. mjr) Jan Gisiler. Batalionami dowodzili: płk Jan Nadolski, ppłk Kacper Bogucki i drugi major Teodor Langfort. Pierwszy major Antoni Dąbrowski pełnił służbę adiutancką przy boku gen. lejtn. Orłowskiego. Kompaniami dowodzili: kapitanowie – Krajewski, Rylski, Firling, Franciszek Kempiński, Benedykt Kossecki, Wałecki, Nadolski, oraz sztabskapitanowie – Gisiler, Woyten, Gisiler (II), Bogucki, Nadolski.

## Komendanci
Regimentem dowodzili:
- kpt. Skwarczyński (1763)
- płk Markowski (1777)
- płk de Woyten (zm. w 1788)
- płk Jan Gisiler

## Walki regimentu
Bitwy i potyczki

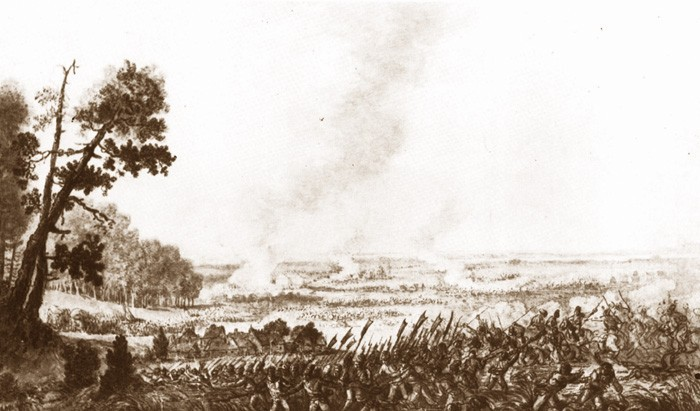
Bitwa pod Maciejowicam

- powstanie warszawskie (17 kwietnia 1794),
- Zegrze (18 sierpnia),
- bitwa pod Maciejowicami (10 października),
- obrona Pragi (4 listopada).